# 西默森 (加利福尼亞州)
西默森（英語：Simerson）是位於美國加利福尼亞州門多西諾縣的一個非建制地區。該地的面積和人口皆未知。

## 地理
西默森的座標為39°25′16″N 123°21′18″W / 39.42111°N 123.35500°W，而該地的平均海拔高度為420米（即1378英尺）。